# Nenana, Alaska
Nenana, Alaska (енгл. Nenana) град је у америчкој савезној држави Аљаска.

## Демографија
По попису из 2010. године број становника је 378, што је 24 (-6,0%) становника мање него 2000. године.
| Група             | 2000.       | 2010.       |
| Белци             | 199 (49,5%) | 212 (56,1%) |
| Афроамериканци    | 1 (0,2%)    | 1 (0,3%)    |
| Азијати           | 2 (0,5%)    | 1 (0,3%)    |
| Хиспаноамериканци | 10 (2,5%)   | 2 (0,5%)    |
| Укупно            | 402         | 378         |